# Сервітут
Сервіту́т — право користування землею, яке забезпечує іншому землекористувачеві можливість користування нею з певними обмеженнями, встановленими законом або договором.
Також звичаєве чи законом встановлене право користуватися (частково або спільно) чужим майном. Може бути встановлене щодо земельної ділянки, інших природних ресурсів (земельний сервітут) або іншого нерухомого майна для задоволення потреб інших осіб, які не можуть бути задоволені іншим способом. Сервітут може належати власникові (володарю) сусідньої земельної ділянки, а також іншій, конкретно визначеній особі (особистий сервітут).

## Створення сервітуту
Сервітут може бути встановлений договором, законом, заповітом або рішенням суду. Земельний сервітут може бути встановлений договором між особою, яка вимагає його встановлення, та власником (володарем) земельної ділянки. Сервітут може бути встановлений на певний строк або без визначення строку.
Договір про встановлення земельного сервітуту підлягає державній реєстрації в порядку, встановленому для державної реєстрації прав на нерухоме майно. У разі недосягнення домовленості про встановлення сервітуту та про його умови спір вирішується судом за позовом особи, яка вимагає встановлення сервітуту.

## Властивості сервітуту
Сервітут визначає обсяг прав щодо користування особою чужим майном. Особа, яка користується сервітутом, зобов'язана вносити плату за користування майном, якщо інше не встановлено договором, законом, заповітом або рішенням суду. Сервітут не підлягає відчуженню та не позбавляє власника майна, щодо якого він встановлений, права володіння, користування та розпоряджання цим майном. Сервітут зберігає чинність у разі переходу до інших осіб права власності на майно, щодо якого він встановлений. Збитки, завдані власникові (володареві) земельної ділянки або іншого нерухомого майна, особою, яка користується сервітутом, підлягають відшкодуванню на загальних підставах.
Право користування чужою земельною ділянкою або іншим нерухомим майном полягає у можливості проходу, проїзду через чужу земельну ділянку, прокладання та експлуатації ліній електропередачі, зв'язку і трубопроводів, забезпечення водопостачання, меліорації тощо.
Особа має право вимагати від власника (володаря) сусідньої земельної ділянки, а в разі необхідності — від власника (володаря) іншої земельної ділянки надання земельного сервітуту. Право користування чужим майном може бути встановлено щодо іншого нерухомого майна (будівлі, споруди тощо).

## Сервітація на українських землях
На правах сервітуту у підданську добу в Україні селяни користувалися спільно з поміщиками лісами, пасовищами, лугами й ін. вжитками.
Земельна реформа 1848 на укр. землях в Австрії й Угорщині, що скасувала підданство, не врегулювала справи власності на ліси і пасовища (селянам передавано лише орну землю), і дідичі обстоювали далі своє виключне на них право та вимагали від селян за користування ними оплат грошима або відробітками, що спричиняло суперечки сільських громад з панськими дворами, а часто й гострі виступи селян. Тому вже з 5 липня 1853 року цісарський патент ввів викуп та регуляцію сервітутів.
Ліквідація сервітутів (її провадили спеціальні комісії) тягнулася до 1890 (інколи й довше). Селянські сервітути в Галичині викуплено частково грошима (за 1 238 742 флоренів), частково т. зв. еквівалентами, тобто відступлено селянам (звич. сіль. громадам) у власність 94 060 га лісу й 67018 га пасовищ (у всій Галичині). У процесах з дідичами із зголошених громадянами 30 733 сервітутових оправ сервітутові комісії 11 205 відкинули, у ін. випадках визначили громадам мізерні відшкодування або малі ділянки лісу чи пасовищ, що далеко не заступало попередніх користей. У деяких околицях, зокрема Ігірських, була проведена регуляція дальшого сервітутового користування — на просторі 942 584 га лісів і 2 354 га пасовищ. Так само було полагоджено справу сервітутів на Буковині й Закарпатті. За угорським законом 1853 селяни могли викуповувати сервітути.

На українських землях у Російській імперії після скасування кріпацтва 1861 сервітутові землі (гол. пасовища і сіножаті) залишено у спільному користуванні селян і поміщиків, але указом Сенату 1886 вирішено ці землі повністю ввести до поміщицького землеволодіння, що давало поміщикам значну користь з сел. відробітків і оплат за користування ними.